# Lijst van voetbalinterlands Burkina Faso - Gambia (vrouwen)
Deze lijst van voetbalinterlands is een overzicht van alle officiële voetbalinterlands tussen de nationale vrouwenteams van Burkina Faso en Gambia. De landen hebben tot nu toe twee keer tegen elkaar gespeeld.

## Wedstrijden
| № | Plaats      | Datum         | Competitie                                | Wedstrijd             | Uitslag            |
| - | ----------- | ------------- | ----------------------------------------- | --------------------- | ------------------ |
| 1 | Ouagadougou | 7 april 2018  | Afrikaans kampioenschap 2018 kwalificatie | Burkina Faso − Gambia | 2 − 1              |
| 2 | Bakau       | 10 april 2018 | Afrikaans kampioenschap 2018 kwalificatie | Gambia − Burkina Faso | 2 − 1 (n.p. 5 - 3) |

## Samenvatting
| Competitie                           | Totaal gespeeld | Winst Burkina Faso | Gelijk | Winst Gambia | Doelsaldo Burkina Faso – Gambia |
| ------------------------------------ | --------------- | ------------------ | ------ | ------------ | ------------------------------- |
| Afrikaans kampioenschap kwalificatie | 2               | 1                  | 0      | 1            | 3 − 3                           |
| Totaal                               | 2               | 1                  | 0      | 1            | 3 − 3                           |